# ムーの太陽 (みちのくプロレス)

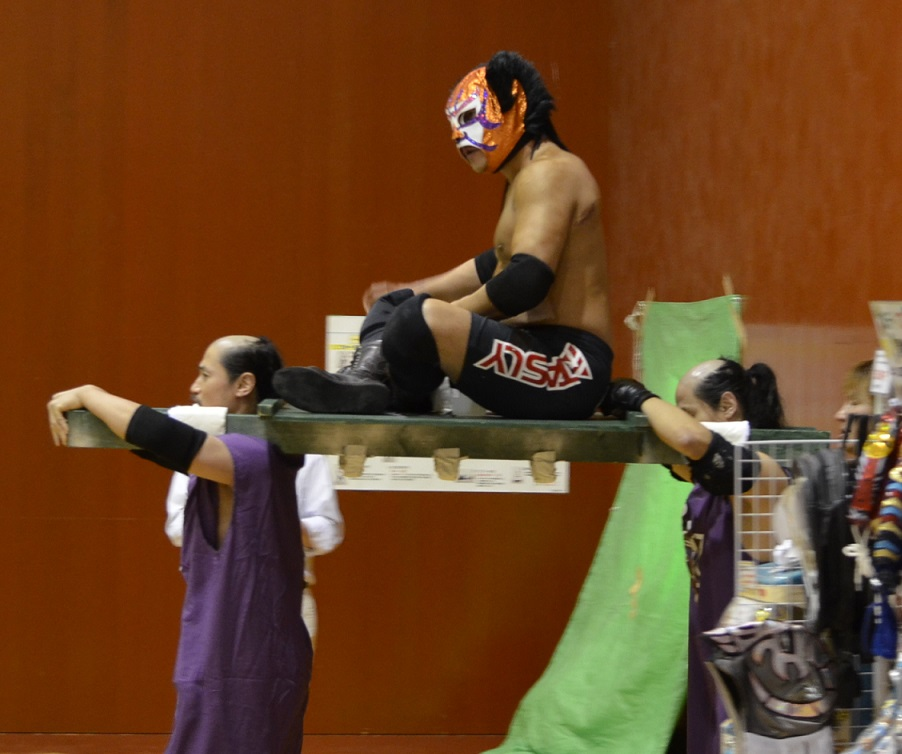
ムーの太陽

ムーの太陽（ムーのたいよう）は、日本のプロレス団体「みちのくプロレス」で結成されたユニット。

## 経歴
- 2013年12月、みちのくプロレス・後楽園大会にて、毎年恒例の宇宙大戦争を繰り広げていたザ・グレート・サスケとバラモン兄弟。バラモン側が初勝利を飾った当大会にて、サスケはバラモン兄弟が宇宙人から地球を守るために戦っていたことを知り、「来年からの地球の危機に対して、力を合わせよう」と、バラモン兄弟に合体を要求。兄弟も受託し、犬猿の仲とまで言われていた二組が奇跡の合体劇となる。
- 2014年1月11日、青森大会にて3人が揃って初登場、サスケが「救世主（メシア）」を名乗り、ユニット名を「ムーの太陽」とする。
- 1月、仙台大会で仙台大観音をバックに3人で写真を撮りパワーを得る。
- 2月16日、大谷晋二郎の結婚式にメシアのみが出席し、6月にみちのくをぶっ壊すとお笑いトリオ東京03の豊本明長に話す。さらには日高郁人の勧誘からデーモン植田（現将火怒）を加入させようとした。
- 2014年3月、ユニットとしてプロレスリングFREEDOMSに初参戦する。神様・カラテバラモンが率いる東洋の魔女デラックスと宗教戦争として対戦し勝利。これが同ユニット初の他団体での試合。
- 東北ジュニアヘビー級王者決定トーナメントではバラモン・シュウのみが参戦し、ケイはスーツを着てサポートに回っている。このトーナメントの行われているシリーズではサスケは「メシア」改め「マスター[1]」へとレベルアップ。
- 5月4日、矢巾大会でバラモン・シュウが拳王のプロレスリング・ノアへの長期参戦で返上されていた東北ジュニアヘビー級王座を奪取。マスターのポラロイドカメラを使った念写で映った顔がフジタ"Jr"ハヤトの横顔であったことから、挑戦者はハヤトとなる。
- 5月5日、仙台大会でマスターの念写により新崎人生&気仙沼二郎の持つ東北タッグ王座にマスターとバラモン・ケイが挑戦表明。またこの時、マスターがシュウとケイを間違えてしまう。
- 6月8日、後楽園大会でのハヤトとの初防衛戦はシュウが勝利。試合後念写により映ったのは大柳錦也の顔ということで次回挑戦者は大柳となった。
- 6月8日、後楽園大会にて新崎&沼二郎組に勝利し王座を奪取、みちのくプロレスのベルトを総取りにした。マスターは復帰後初と思われるラムジャムと鉄柱越えのトペ・コンヒーロを決める。
- 6月15日、垂水大会の試合前今度はタッグ王座挑戦者の念写を行う。次回挑戦者はウルティモ・ドラゴン&ラッセ組となった。
- 7月7日、東京愚連隊新宿FACE大会でFUJITAの持つ東京世界ヘビー級王座にマスターが挑戦。復帰後初のシングルのベルトに挑戦するが敗北。試合後は元兵庫県議の野々村竜太郎を思わせるようなマイクアピールを行った。
- 7月19日、矢巾大会でシュウが大柳をキャタピラで丸め込み勝利。マスターが試合後念写を行うが念写に失敗し辞職議員ばりに号泣してしまう。
- 7月21日、仙台大会でケイ&マスターの持つ東北タッグ王座の初防衛に成功。試合後マスターが念写を行い映った顔が佐々木大地&郡司歩だったことから次回挑戦者は佐々木&郡司組となった。またこの時の念写を行い観客に顔を判別してもらったがあまり写真の人物を判別することができず3人ほどマスターが人物を探してやっと判別した。
- 7月27日、大日本プロレス名古屋ダイアモンドホール大会でバラモン兄弟が8月31日の大日本名古屋国際会議場大会でマスターを連れてくると宣言。対戦カードは伊東竜二の15周年記念試合で伊東竜二&ヘラクレス千賀&ツトム・オースギvsムーの太陽となりメシア降臨で勝利する。
- 9月20日、矢巾大会で佐々木&郡司組に勝利。2度目の防衛に成功。
- 10月4日、羽黒町大会にて勝利者への副賞であるお米をケイがリング下にバラ撒いたことから、10月分のギャラ30％減俸処分が言い渡された。後日マスターからも説教される。
- 10月18日、新木場大会で宇宙人がすでに地球を侵略してしまったとマスターから衝撃発言が出る。
- 11月1日、矢巾大会で誰が宇宙人なのか念写を行う。念写した結果、宇宙人はカメであり宇宙大戦争は亀狩りになるという。これがかめっしーであるかは不明。
- 11月23日、宇宙大戦争仙台決戦を二日にわたり開戦。かめっしーを滝沢市を侵略する異星人と判断する。また、入場時に使用するバズーカを滝沢市を破壊する凶器と断言する。3vs1でのハンディキャップマッチを行い圧勝。かめっしーの弟かめごろーの首を切ったあとヤッペーマン1号、2号が登場し24日のメインで対戦。
- 11月24日、宇宙大戦争仙台決戦で異星人かめっしーにマスターが敗北。試合後マスターはなんともう一人の神を呼ぶと宣言し宇宙を飛び出した。一方のかめっしーたちはかめごろーの胴体を使い再生手術を行い、パートナーをもう一人呼ぶと宣言し、2014年の宇宙大戦争はムーの太陽&X vs かめっしー&ヤッペーマンズ&Xとなった。
- 12月7日、大日本仙台大会に類似ユニットムーの萩の月が登場。マスターとは別にティーチャーと名乗る植木嵩行が登場し、萩の月ではなくチョコパイを入場時に投げる。試合はマスターのように波動を送るが、対戦相手の平成極道コンビと伊東竜二のタッグには全く通じず敗れた。
- 12月11日、東京愚連隊後楽園ホール大会でマスターに似たサスケ・ザ・グレート、百田光雄、力のリキエンタープライスwithメビウス勢と対戦し15分の引き分けに終わる。この日再び宇宙に旅立ち、次の日の宇宙大戦争に帰ってこれない場合は力を投入する予定だったと言う。
- 12月12日、宇宙大戦争「神々と亀々の戦い」が開催。宇宙より帰還したマスターが宇宙服で登場。またこの日バラモンはマスターが試合前まで姿を現さなかったためミニ・サスケを担いだ。もう一人の神Xとしてウルトラマンロビンが5年ぶりに宇宙大戦争に登場。試合はマスター・シュウ・ケイの3人がかめっしーに合体パワーボムを決めて勝利する。
- 12月31日、日本インディー大賞のベストユニット賞を受賞する。
- 3月14日、マスターとケイがタッグ王座陥落。
- 2015年4月11日、新木場大会でムーの太陽信者公開オーディション「神様の愛い奴(ウいやつ)全員集合～嗚呼!!花の信者オーディション～ムーの信者募集バトルロイヤル」を開催。合格するとみちのくプロレスのツアーに参戦することとムーの太陽に入信することができる。オーディションに参加したのは植木嵩行、マスクドバディ2015(忍)、菊タロー、虎龍鬼、佐野直、見た目が邦彦、関根龍一、唯我、米山香織、DASH・チサコや総合格闘家荒井真人などがオーディションに参加してエントリーしたのに欠席したサバイバル飛田以外の全選手が合格した。さらに一般の信者も募集予定で週刊プロレスのみちのく担当の松川・奈良や元井美貴も入信予定[2]。
- 5月5日、シュウが王座陥落。しかしマスターが新王者の気仙沼二郎に挑戦表明。
- 6月10日、週刊プロレス No.1796でユリ・ゲラーのアシスタントを経験している超常現象研究家の秋山眞人からマスター自らイニシエーションを受け、秋山曰くマスターから「ザ・マスター」へとなったと言う。また、ランダムで選ばれた植木、虎龍鬼、関根、チサコ、マスクドバディ2015(忍)、見た目が、米山がムーの祭典への意気込みを語る。
- 6月12日、『速報!バトル☆メン』にマスター、マスクドバディ2015(忍)、植木、米山の四人が出演。
- 6月14日、後楽園大会でムーの祭典「ムーの太陽祭〜魑魅魍魎〜」を開催。信者のマスクドバディ2015(忍)、関根、植木、米山、チサコが参戦しニューフェイズ、ヤッペーマンズ、イーグルスマスクと対戦し勝利。またこの試合にはセコンドで虎龍鬼が登場。バラモン兄弟とマスターはメインイベントで新崎人生と超能力者レスラーX、XXと対戦。正体は西村修とオーディションを欠席したサバイバル飛田であった。試合はシュウが飛田にゾンビキングを決めて勝利。試合後には指を使ったイニシエーションを披露したほかシュウまでも奇跡を起こす。メインの入場時には見た目が、菊タロー、虎龍鬼、ロビン、ミニマスター、同日試合を行った信者などが入場時に登場。同日試合を観戦に来ていたミキティコと光宗薫にイニシエーションが施される。また佐野は佐野魂大阪大会・唯我は自主興行のため来場できなかった。
- 10月16日、志田光の尻神教のシンポジウムで教祖の志田とマスターが対談。同興行のラストで全面宗教戦争を申し出る。
- 10月17日、新木場大会でのはしたろう&GAINA&マヌエル・マヨーリを相手に対戦するも、ケイがGAINAのラリアットで敗れる。また、信者のチサコ、菊タロー、見た目が、虎龍鬼、マスクドバディ2015(忍)もセコンドとして参戦。さらに試合後GAINAがミニマスターに対して「宇宙人だろ！」と差別発言。
- 11月3日、矢巾大会でGAINAが再びミニマスターに対して差別発言をする。また、マスターやシュウ・ケイらはGAINAの呼吸が怪しいと思い判断しマスターはダース・ベイダーのようだと発言して宇宙大戦争の開戦を宣言。
- 11月22日、仙台大会でGAINAとミニマスターのシングルマッチが行われGAINAがミニマスターをボディプレスでフォール。覆面をはがされるとミニマスターの正体がE.T.。GAINAがフォースが覚醒したダース・ベイダーであることが判明。翌23日にはムーの太陽withミニマスターvsヤッペーマンズ&GAINAの試合がかつて宇宙大戦争で行われたリング解体マッチで行い、2号が誤爆したところを丸め込み勝利。
- 12月6日、速報!バトル☆メンにマスターとマスターETが出演。
- 12月10日、後楽園大会の第2試合に関根、植木、マスクドバディ2015(忍)、チサコが参戦しマスターのようにリングで座禅をする無抵抗のスタイルやイーグルスマスクにセコンドを含めて全員で念を送るも、マスクドバディ2015(忍)がウルティモ・ドラゴンのアサイDDTで敗れる。メインイベントの宇宙大戦争では試合中に各信者が得意のムーブを披露したり、生体兵器なごり雪やムーの太陽のダースベイダーに扮したカラテバラモンが投入される。試合は東林寺ヨーダにマスターがラダーからのセグウェイを決めて勝利。同試合には見た目が、唯我、米山、荒井や第2試合に参戦した面々も登場。菊タローはアメリカでの布教活動のため来場ができなかった[3]。
- 2016年1月の新春闘い初めに植木とマスクドバディ2015(忍)がシリーズに参戦。
- 2月3日、「第二回・尻神教シンポジウム～唯一神としての自覚～」にマスターとチサコが参戦。メインイベントで尻神教教祖志田光と信者の葛西純とのタッグマッチで対戦し勝利。試合後尻神教教祖志田からマスターがシングルを要求されシングルを行い勝利。
- 2月20日、みちのくプロレス2016年東京大会Vol,1～斬新奇抜～に関根と植木の二名が参戦。
- 3月11日、アップルスタープロレスの震災チャリティ大会にマスター、シュウ、ケイに加え見た目がの4人が参戦。
- 7月24日、大日本プロレス両国大会に参戦。グレート小鹿率いるムースの惑星と対戦。対戦相手にはなぜか信者であるマスクドバディ2015(忍)の正体である忍がいた。このことについては実況の須山浩継も言及していた。
- 10月10日、みちのくプロレス盛岡大会にてみちのくプロレス参戦中のオーストラリアン・ウルフより宇宙大戦争を催促されるも、ムーの太陽側は断固拒否の姿勢を見せているが、のちに開戦をすることが明らかになる。
- 12月15日、みちのくプロレス後楽園ホール大会で「宇宙大戦争11～FAKE～誰にも言わないで下さい。衝撃のメインイベント。好きな人と観に来てほしい。これは、ふたりの物語。」を開戦予定。ムーの太陽側はマスターとバラモン兄弟に加えモスラ（ミニマスター）とウルトラマンロビンを加えた5人に対しキラー・クロックGAINA&ハーレイ・クイン2号&デッド・ショット1号&グンジ&シン・ミニラの5人のタッグが対戦。
- 宇宙大戦争後マスターがファンとのお花見や趣味のサバゲーやSLツアーなどといった課外活動の頻度が多くなったことに対しバラモン兄弟が疑問を投げかける。
- 2017年5月7日、ヤッペーマンズとの対戦時バラモン兄弟がマスターに看板で攻撃しマスターとバラモン兄弟が分裂。6月18日に予定されているムーの太陽祭・2～異端邪説～ではバラモン兄弟が白使とタッグを組みマスターは信者選手を選抜させた「ニューセーラーボーイズ」二人とタッグを組みメインで対戦することが決定。試合では白使がメシア降臨で敗れる。試合後マスターとバラモン兄弟は再結託。
- 10月21日、ムーの太陽祭のラストに登場したダークサイドムーンにより宣戦布告がなされる。会場にはゾンビ化したGAINAとのはしが現れバラモン兄弟を蹴散らした。このことからフランスから来日中のプロレスラールイ・ナポレオンからマスターに宇宙大戦争であるかを問い詰められた。また会場にはワンダーウーマンに扮する高橋奈七永が登場した。
- 12月15日、宇宙大戦争12～パッションリーグ～MAKE JAPAN GREAT AGAINが開催されマスターが火星OK号に扮したのはしから勝利。
- 2018年6月15日、ムーの大聖戦が開催される。

## メンバー
- マスター : ザ・グレート・サスケ（リーダー）
- 使徒 : バラモン・シュウ
- 使徒 : バラモン・ケイ
- 女神 : 黒田由紀乃
- ムーの学長 : 八幡カオル

## サポートメンバー

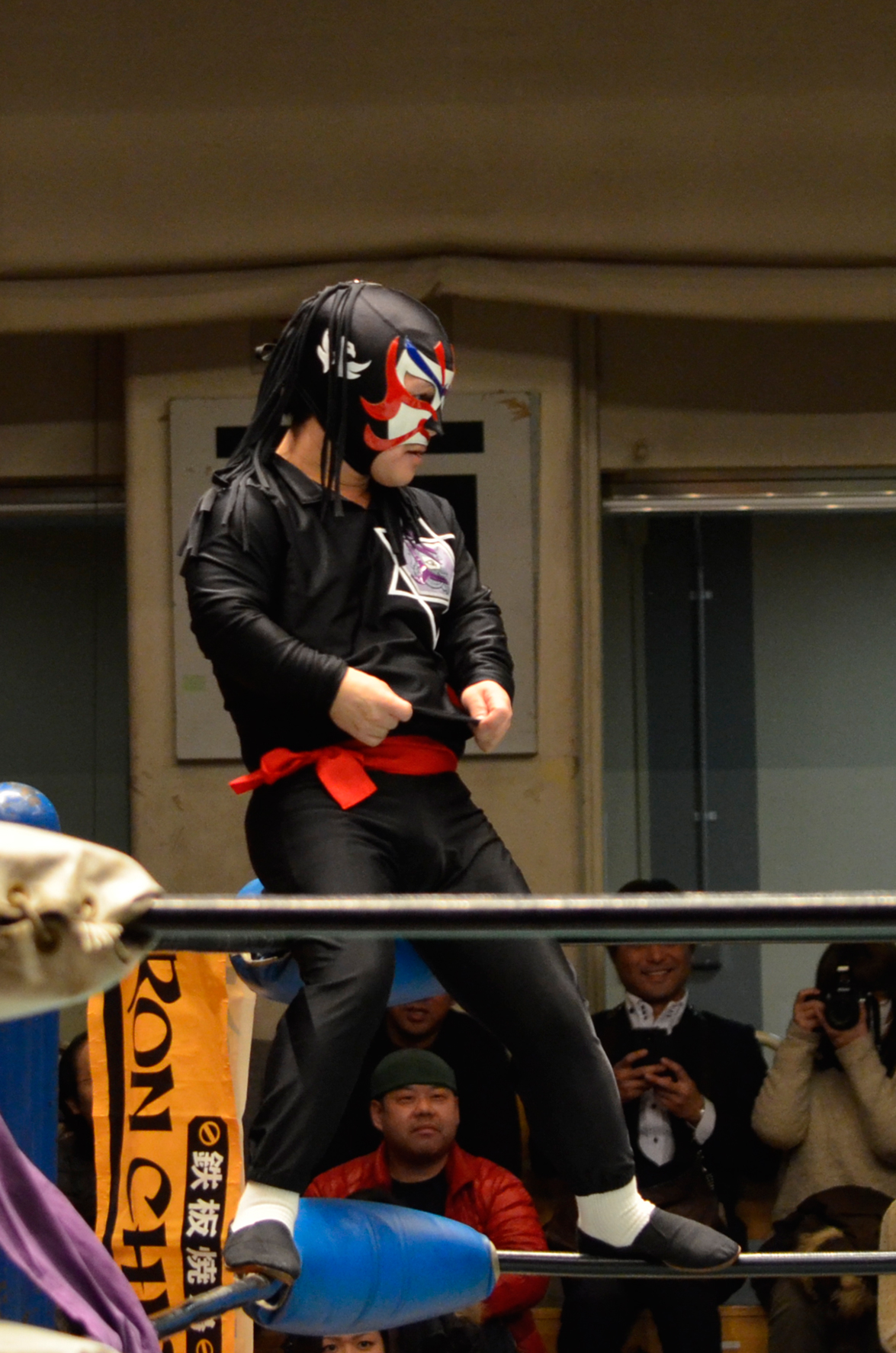
信者 : ミニマスター

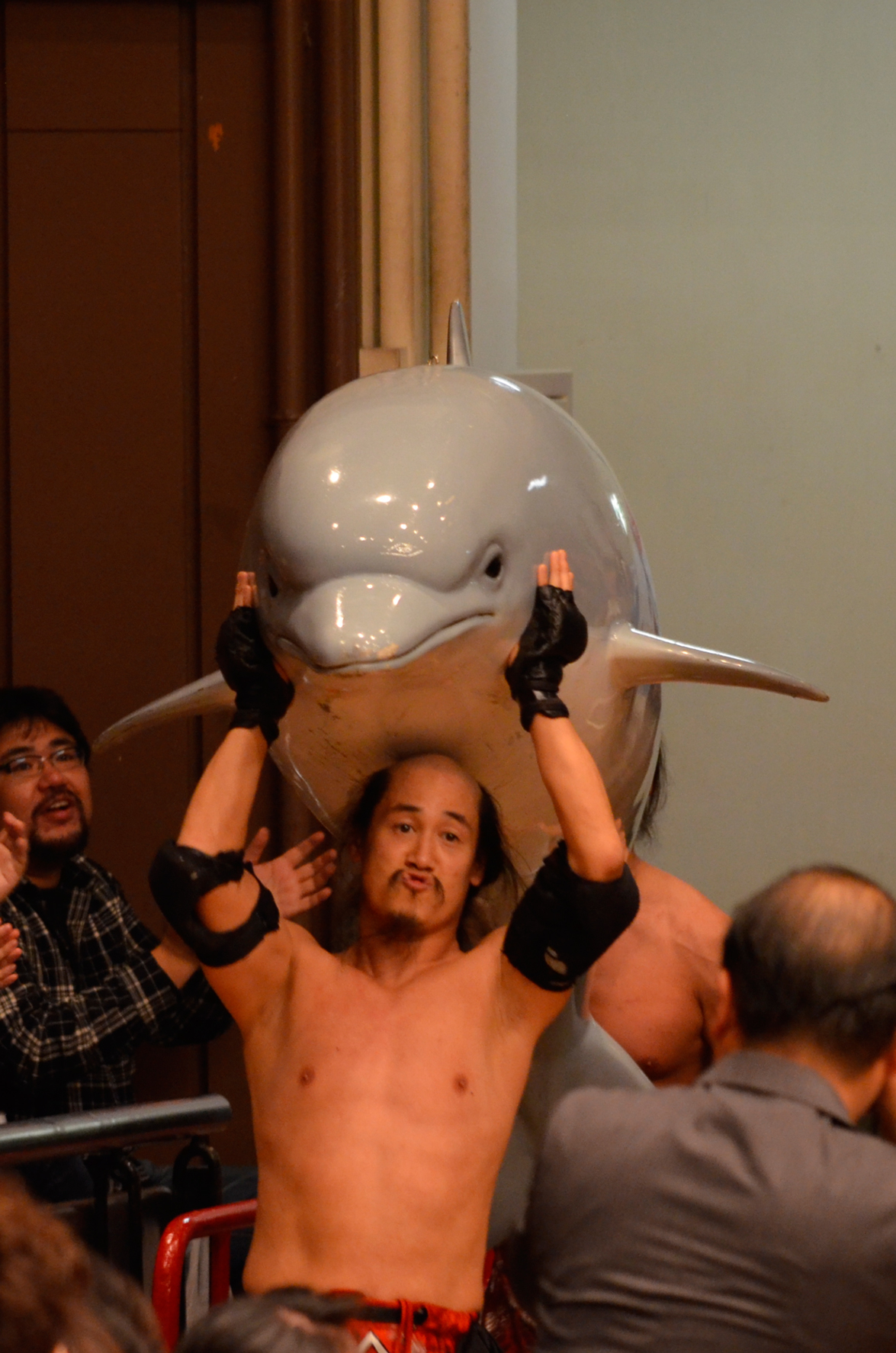
生体兵器 : なごり雪

- 信者 : プリティ太田

2014年6月8日入信。解説では信者シート・ミニサスケなどと言われている。以前マスターが着用していたバラモン風のマスクをつけ登場。試合時は禁断の箱に封印されており封印が解かれると華麗なルチャムーブを見せる。11月の大会に久々に姿を現し通常のマスターのマスクをつけて登場する。宇宙大戦争直前に多く登場しムーの太陽のアシストをしていてドラゴンスクリュー・凶器攻撃・対戦相手を馬鹿にして相手の気を引くことなどを得意としている。プロレスラー枠ではあるが直接的な試合は宇宙大戦争以外ではあまりしていない。2015年の仙台での宇宙大戦争仙台編ではGAINAとシングルを行い正体がE.T.であることが判明。2016年にはモスラであることも判明している。しかし、2018年ムーの大聖戦にて覆面をはがし正体がプリティ太田であることが判明する。11月にはムーの太陽と決別するが2018年の宇宙大戦争にて和解。
- 信者 : 謎の巨大なタトゥー男

2014年6月8日入信。左腕にタトゥーがあり紫の頭巾をかぶっている大男。防衛戦を控えているシュウの代わりにケイとメシア降臨を決めたり、沼二郎に対し試合時に乱入してラリアットを決めたりなどとムーの太陽の勝利に貢献する。またラリアットを決めた瞬間が頭巾が取れていて髪型は坊主に近い感じであった。プロレスラー枠ではあるがこの日以降は登場していない。
- 生体兵器 : なごり雪

2014年8月11日入信。盛岡の遊園地岩山パークランドでくすぶっていた巨大イルカ。なごり雪とはコードネームでコールをあおる際は「イルカ」とコールされる。宇宙大戦争ではバラモン兄弟のアシストを受けてクロスボディを決めカメ軍団をなぎ倒すなど活躍。宇宙大戦争や岩山パークランドの野外プロレスに多く登場。
- 神 : ウルトラマンロビン

2014年12月12日入信。宇宙大戦争に頻繁に登場。

## イギリス支部
- 信者 : オーエン・フェニックス

2014年12月12日入信。みちのくと業務提携を行っているイギリス4FWの若手レスラー。ムーの太陽イギリス支部に入信する。宇宙大戦争のファンで宇宙大戦争を開戦する前にはマスターに対し宇宙大戦争をやることを催促していて、宇宙大戦争では介入は特にしないもののムーの太陽側のセコンドにつく。

## イタリア支部
- 信者 : アントニオ・デ・ルカ

2014年12月12日入信。オーエンと同じく宇宙大戦争のファンで、ムーの太陽側のセコンドにもついたみちのくと業務提携を行っているイギリス4FWの若手レスラー。生まれはイタリアのためイタリア支部となる。

## オーディション合格者
2015年4月11日、みちのくプロレス新木場1stRING大会で行われた「ムーの太陽信者公開オーディションバトルロイヤル」で合格して入信。
- 荒井真人（総合格闘家）
- 佐野直
- マスクドバディ2015
- 関根龍一
- 植木嵩行
- 虎龍鬼
- 菊タロー
- 見た目が邦彦
- 米山香織
- 唯我
- DASH・チサコ

## オーディション外
- カラテバラモン

2015年12月10日入信。
- 高橋奈七永

2017年10月21日入信。
- ゴージャス松野

2014年11月19日・2018年共闘。

## 素人超能力者
- 素人超能力者A&B

2015年6月14日入信。

## マスター公認一般信者
- 元井美貴
- 松川浩喜（週刊プロレス記者）
- 奈良知之（週刊プロレス記者）
- ムーの太陽を愛するファンの皆様

## 共闘メンバー
- MIKAMI

2015年8月24日共闘。
- マヌエル・マヨーリ

2015年9月23日共闘。

## スタイル
- バラモン兄弟が神輿をかつぎ、その上にサスケが乗り入場する。サスケのオーバーマスクは、バラモン風の落ち武者タイプとなり、阿修羅では「赤」であったバラモンのコスチュームは「紫」となっている。
- バラモン兄弟から、ムーの太陽の記事を書いていいと言われる公認記者は『週刊プロレス』の松川、奈良の2名のみとされている。『週刊プロレス』は6月8日の後楽園大会の試合レポートに5ページもページを割るなどムーの太陽の広報誌としての側面も見せている。2015年12月に担当記者2名は一般信者として入信[4]。
- サスケ自身はヒールターンはしていないが、バラモンと組んだことによりグループは、地球を救う集団なのにヒールユニットとなっている。
- マスターの行う念写は主に初めて観戦に来る女性や子供を指名することが多いが、判別できない場合は常連の男性客などを指名するときが多い。
- バラモン曰くお布施の金額は相当かかると言う。
- 宗教とは語らずサークル活動と宣言している。
- 信者でセコンドとして主参戦の虎龍鬼はプロレスラーであるが、自身の得意ムーブの虎龍鬼ステップをするだけでいつもリングを降りている。
- プロレスラーの信者は後楽園ホール大会などに多く登場しておりなかでもDASH・チサコ、虎龍鬼、マスクドバディ2015(忍)、関根龍一、カラテバラモンが多く登場する。

## マスターのお言葉
- 試合に勝利するとマスターからありがたい言葉を頂戴する。以下、一例。バラモンが「ありがたい言葉を頂戴するからお前らケツの穴かっぽじってよく聞きやがれ!」と言った後マスターから言葉を頂戴する。時事ネタが多い。
  - トイレの掃除は進んでやりましょう
  - 大雪の日こそ、ご先祖様のお墓参りに行きましょう
  - ゴミの分別はちゃんとしましょう
  - 転んでいる人がいれば、進んで手を差し伸べてあげなさい。目の不自由な人がいれば、道を案内してあげなさい。耳の不自由な人がいれば、曲を書いてあげなさい
  - 皆さん、STAP細胞はあります
  - お花見の後はしっかりとゴミは持ち帰りましょう
  - 一日一善! 人類皆兄弟

## ミラクルキャンディーイニシエーション
- 上記のようにサスケはアメ玉を巻きながら入場するが、会場でひときわ輝きを放つ選ばれし子供[5]には、サスケ自らアメ玉を食べさせることにより波動を送っている。また、成人女性の観客にはアメ玉を食べさせた後に口づけをすることもある。

## 合体技
メシア降臨
メシアことサスケがレピテーション（空中浮遊）で浮かび上がった所を使徒バラモン兄弟が手を添え、ダウンした相手の上に落下して、そのままフォールを取る合体技。と説明しているものの実際は、バラモン兄弟が両脇からサスケを抱え上げてダウンした相手の上に放り投げ、ヒップドロップを見舞うという合体技である。メシア降臨の名の由来はサスケによると「バラモン兄弟がリングで自然に発した言葉で、誰が名づけたものではなく、神からの授かりもの」だと回答している。サスケが「メシア」から「マスター」に改めて以降も、技名は「メシア降臨」である。一度のみ2016年6月29日の大日本プロレス後楽園ホール大会にてバラモン兄弟がフランク篤を抱え上げて同技を決めている。

## マスターのお力
- バラモン兄弟が普段撒き散らす水にマスターが念動力を送り込み「聖水」として観客へぶちまける。マスターは飴玉をバラまいている。お彼岸には飴玉の代わりにお餅をばらまいた。他にもチョコレートなどの時もある。また、入場時には車いすの観客が立ち上がったり観客のカップルを大勢の観客の前で促してキスをさせたり、高齢の観客が自ら立ち上がるなど様々な力を持っている。
- ボウリングの玉等、バラモン兄弟のアイテムには試合中マスターがパワーを込めるシーンが見受けられる。
- マスター自身は基本的に非暴力のスタンスであり、戦いにはあまり加わらず、タッチを受けてリングに入っても手を後ろで組み相手の攻撃をただ受けて立ち上がるのみであったり、相手に波動のようなものを送り攻撃をする場面も見られる。リング外では非暴力など関係なく凶器で攻撃することもある。
- マスターに選ばれた男性は100歳まで長生きできるという。
- マスターは念写をする際レディーを連れてくることもありポラロイドカメラで写真を撮らせる。
- 興行後の売店でマスターはポートレートを販売しているが、宛名などを書き終えた後にポートレートにも念を入れる。

## 信者への特典
- 選手名鑑や各種SNSで信者と名乗ることができる[7]。
- サムライTVのゲスト出演や週刊プロレスの各種グラビアにマスターと一緒に写ることができる[8]。
- マスターから信者にのみメルマガが贈られる。
- いつでも遠隔ヒーリングを受けることができる。
- マスターと行くSLツアーでの優先予約券や都内のお好み焼き店での月例会の際マスターの隣に座れる。

## 入場テーマ曲
- バラモン兄弟のテーマ
- マリリン・モンロー・ノー・リターン（野坂昭如）

ミニマスター入場時。

## 獲得タイトル
- 第19代東北ジュニアヘビー級王座 : バラモン・シュウ
- 第21代東北タッグ王座 : ザ・グレート・サスケ&バラモン・ケイ
- みちのくふたり旅2014 : バラモン・シュウ&バラモン・ケイ
- 2014年日本インディー大賞 ベストユニット賞
- 第6代横浜ショッピングストリート6人タッグ王座 : バラモン・シュウ&バラモン・ケイ&植木嵩行